# District de Hata
Pour les articles homonymes, voir Hata.
Le district de Hata (幡多郡, Hata-gun) est un district du Japon situé dans la préfecture de Kōchi.
Lors de la fusion de Shimanto, mais avec des statistiques de population datant de 2003, la population est estimée à 22 402 habitants pour une densité de 59,4 personnes par km². La superficie totale est de 376,77 km2.

## Communes
- Bourgs :
  - Kuroshio
  - Ōtsuki
- Village :
  - Mihara

## Fusions
- Le 10 avril 2005, l'ancienne ville de Nakamura et le village de Nishitosa fusionnent pour former la nouvelle ville de Shimanto.
- Le 20 mars 2006, les anciens bourgs de Taishō et Towa fusionnent avec l'ancien bourg de Kubokawa du district de Takaoka pour former le bourg de Shimanto dans le district de Takaoka.
- Le 20 mars 2006, les anciens bourgs d'Ōgata et Saga fusionnent pour former le bourg de Kuroshio.